# 홍천 물걸리 석조대좌
홍천 물걸리 석조대좌(洪川 物傑里 石造臺座)은 대한민국 강원특별자치도 홍천군 내촌면 대승사에 있는 남북국 시대 신라의 대좌이다.
1971년 7월 7일 대한민국의 보물 제543호 홍천 물걸리 불대좌(洪川 物傑里 佛臺座)으로 지정되었다가, 2010년 8월 25일 현재의 명칭으로 변경되었다.

## 개요
대승사에 있는 이 불대좌(佛臺座)는 불상은 없어지고 광배(光背)와 대좌(臺座)만이 남아 있는 것으로, 대좌는 거의 완전하게 보존되어 있다.
광배는 머리광배와 몸광배의 구분이 뚜렷한데 현재 머리광배 부분은 없어졌으며, 안쪽에는 덩쿨무늬를, 가장자리에는 불꽃무늬를 표현하였다.
대좌는 통일신라시대의 전형적인 8각형 대좌로 상·중·하대로 구성되어 있다. 하대에는 향로와 새 모양의 조각이 있는 8각의 받침돌 위에 아래로 향한 연꽃이 새겨진 연화대석이 놓여 있다. 중대에는 8개의 각 면에 모서리 기둥을 새기고, 그 안쪽에 머리광배를 갖춘 보살입상을 조각하였다. 원형을 이루고 있는 상대는 연화좌로 3중의 연꽃이 조각되었는데, 연꽃잎 안에 다시 꽃무늬를 장식하여 화려함을 더해주고 있다.
각 부의 조각이 매우 세련된 이 불대좌는 물걸리에 보존되어 있는 홍천 물걸리 석조비로자나불좌상(보물 제542호), 홍천물걸리석조여래좌상(보물 제541호) 등과 같은 절터에서 발견된 점과 조각수법 등에서 볼 때 다른 불상과 비슷한 시기인 9세기에 만들어진 것으로 추정된다.

## 같이 보기
- 홍천 물걸리 석조대좌 및 광배

## 참고 자료
- 홍천 물걸리 석조대좌 - 국가유산청 국가유산포털